# ユークリッド・アベニュー駅
ユークリッド・アベニュー駅（Euclid Avenue）はブルックリン区のユークリッド・アベニューとピトキン・アベニュー交差点に位置するニューヨーク市地下鉄INDフルトン・ストリート線の駅である。A系統が終日、C系統が深夜を除く終日停車する。また、当駅はC系統の南端駅となっている。

## 歴史
駅は1938年に建設が開始された が第二次世界大戦の影響で開業が大幅に遅れ、最終的にブロードウェイ・ジャンクション駅から延伸された1948年11月28日に終着駅として開業した:143。その後、BMTフルトン・ストリート線のチェスナット・ストリート駅とクレセント・ストリート駅は1956年4月26日に廃止となった。
2000年代半ばにエレベーターが設置された。

## 駅構造
| G          | 地上階                                     | 出入口 |
| M          | メザニン                                   | 改札、詰所 (エレベーター、ユークリッド・アベニューとピトキン・アベニュー交差点北東)                                                                                 |
| P ホーム階 | 北行緩行線                                 | ← 深夜：インウッド-207丁目駅行き (シェパード・アベニュー駅) ← 168丁目駅行き (シェパード・アベニュー駅)                                                              |
| P ホーム階 | 島式ホーム、到着番線に応じた側のドアが開く | |
| P ホーム階 | 北行急行線                                 | ← インウッド-207丁目駅行き (ブロードウェイ・ジャンクション駅) ← 当駅止まり（深夜帯シャトル列車）                                                                    |
| P ホーム階 | 南行急行線                                 | → ファー・ロッカウェイ-モット・アベニュー駅行き、オゾン・パーク-レファーツ・ブールバード駅行き、ロッカウェイ・パーク-ビーチ116丁目駅行き (グラント・アベニュー駅) → |
| P ホーム階 | 島式ホーム、到着番線に応じた側のドアが開く | |
| P ホーム階 | 南行緩行線                                 | → 当駅止まり → → 深夜：ファー・ロッカウェイ-モット・アベニュー駅行き (グラント・アベニュー駅) →                                                                     |

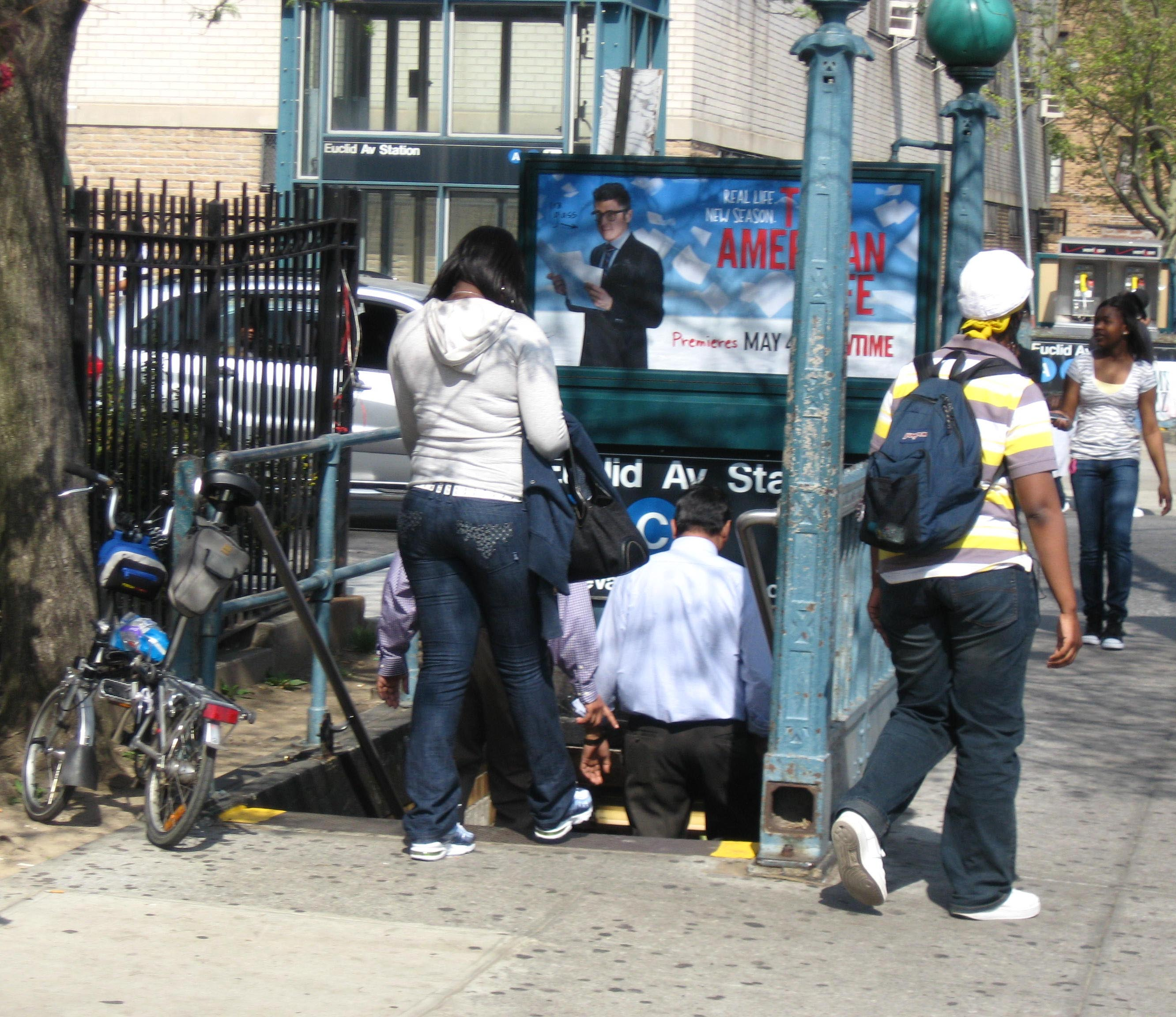
階段

島式ホーム2面4線の駅で、フルトン・ストリート線4線区間最東端の駅である。タイルは紫色である。柱は特徴的で、タイル張りのものも多い。エレベーターは各ホームに1基ずつ接続する。
当駅の南行ホーム東端に信号扱所がある。

### 出入口
階段はユークリッド・アベニューとピトキン・アベニューの交差点4つ角に出るが、エレベーターは交差点北東にある。

## 駅東の拡張計画
東側の次駅はシティラインのグラント・アベニュー駅である。しかし、その4ブロック東にあたる76丁目には未完成の駅が存在するという:145–146。

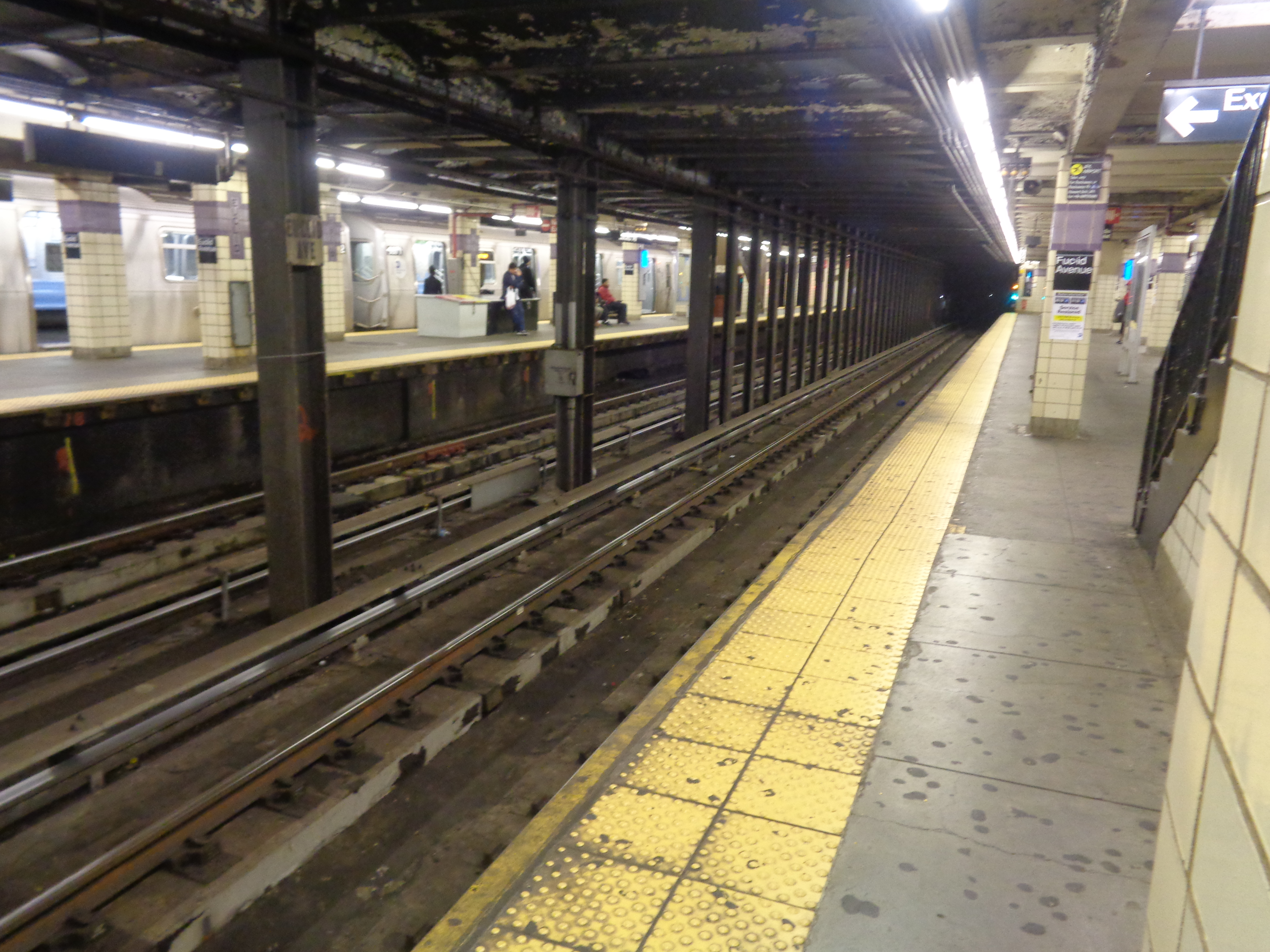
急行線

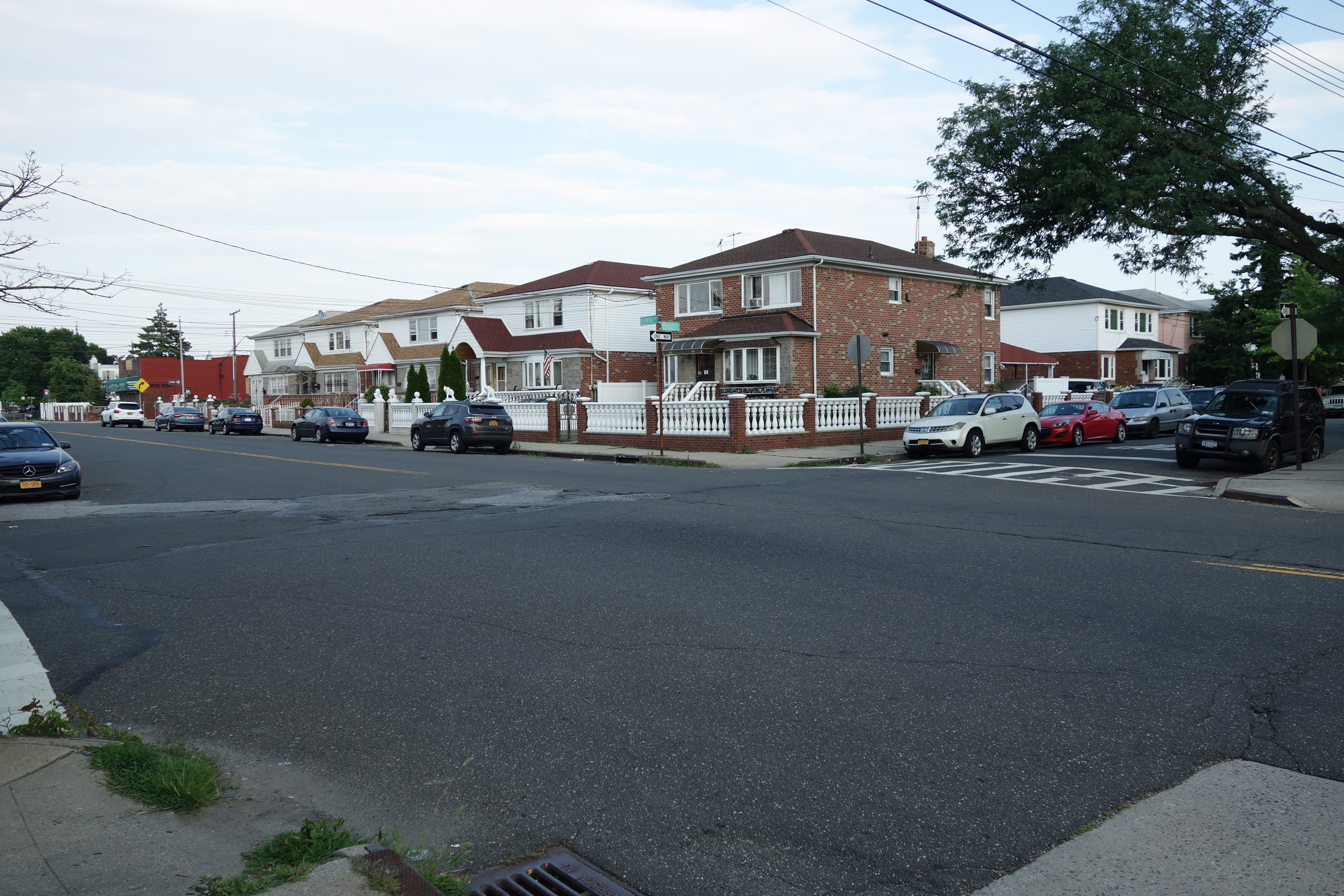
地下鉄駅設置予定のあった76丁目とピトキン・アベニューの交差点

ユークリッド・アベニュー駅の近くの配線は複雑で、列車は急行線・緩行線の両方からピトキン検車区に入ることができ（C系統はこの引き込み線で折り返す）、その後2線がグラント・アベニュー駅に向かって分岐する。そこから東に伸びる4本の本線はすべて、グラント・アベニューへの接続線の下に続き、列車の留置にのみ使用され、ピトキン・アベニューの下の東、ほぼエルダーツ・レーン（グラント・アベニュー駅のすぐ南）まで続いている。これらの線路は、ピトキン・アベニューの下からクロス・ベイ・ブールバードまで続く予定だった。これは、地下鉄フルトン・ストリート線をナッソー郡との境界付近のカンブリア・ハイツまで延長する、建設されていない路線拡張の一つである:142。また、駅の制御室の電灯信号板には、76番街の駅を隠すテープで留められた部分がある:145。ピトキン検車区から、計画されている76丁目の駅の敷地に向かう複線の線路も存在する。これらの線路は、76番街駅の直前で本線と合流していただろう。ピトキン検車区が最初に供用開始したとき、76丁目に向かう線路は短い列車を中継するために使用されていたという。線路の一部はまだ存在しているが、転轍機は制御器が取り外され、トンネルはコンクリートブロックの壁で終わっている。
また、1951年までの計画では、地下鉄路線を76丁目経由で105丁目にてロングアイランド鉄道ロッカウェイ・ビーチ支線に接続し、ロッカウェイ方面へ延伸する構想があった。しかし、この接続ついてはグラント・アベニュー駅とリバティ・アベニュー高架線の経由に改められ、ロッカウェイ・ブールバード駅から分岐している。
76丁目駅については実際に少なくとも部分的に建設されたという噂が広まっている。駅の存在を裏付ける証拠には、信号扱所:145、駅から壁に面したユークリッドアベニューに向かう列車のいくつかの信号（壁の真正面を含む）、トンネルの端にあるブロックの壁が含まれる。ウェブサイトSubChatなどのオンライントランジットフォーラムでは、駅を見た人を知っていると主張する人もいる。ニューヨークタイムズ紙は、この噂を「トランジット・アトランティス」と呼んでおり、ロズウェルUFO事件またはケネディ暗殺陰謀説に例えている。引退した交通局員で警察官のスティーブ・クロコウスキーは、タイムズ紙が駅に関して次のように述べていると説明している。
- 76丁目駅のラベルを覆う信号板のテープで留められた部分 （このコントロールボードは実際に存在し、実際にテープで留められている）[19][4]:145[21][22]。
- ピトキン検車区の未使用線は北東に向かい、前述のコンクリートブロックの壁の近くで止まる[19]。クロコウスキーは壁の下を掘ろうとし、枕木を見つけたが、穴が陥没したときに止まった[19]。
- 引退した警察官は、以前はコンクリートブロックの壁にドアがあり、1960年代にそれを通り抜け、回転式改札口と駅員詰所を除くすべてが揃った駅を見たと主張した[19]。他の同僚も全員死んでいると思われるが、他の誰かが実際にそのような主張をしたかどうかは不明であるが、駅を見たと主張した。